# Labeschatia circumlineata
Labeschatia circumlineata är en tvåvingeart som beskrevs av Munro 1967. Labeschatia circumlineata ingår i släktet Labeschatia och familjen borrflugor. Inga underarter finns listade i Catalogue of Life.